# ميلتيفوسين
ميلتيفوسين (بالإنجليزية:  Miltefosine)‏ يُباع تحت الاسم التجاري Impavido, هو دواء يستخدم لعلاج داء الليشمانيات وداء الأميبات مثل النيجلرية الدجاجية. وهذا يشمل داء الليشمانيات الجلدي، الحشوي, والمخاطي. يمكن استخدامه مع كل من أمفوتيريسين ب وبارومومايسين. يُؤخذ عن طريق الفم.
تتضمن الأعراض الجانبية الشائعة القيء وآلام البطن والحمى والصداع وانخفاض وظائف الكلى. قد تشمل الآثار الجانبية الأكثر شدة متلازمة ستيفنس جونسون أو انخفاض عدد الصفائح الدموية. بدا أن استخدامه خلال فترة الحمل يسبب الأذى للطفل ولا يُنصح باستخدامه أثناء الرضاعة الطبيعية. آلية عمله غير واضحة تماماً.
صُنع الميلتيفوسين لأول مرة في بداية الثمانينيات وقد تمت دراسته لعلاج مرض السرطان. وبعد بضعة سنوات، وجد أنه مفيد لداء الليشمانيات وتمت الموافقة على استخدامه في عام 2002 في الهند. وهو على قائمة الأدوية الأساسية لمنظمة الصحة العالمية، الأدوية الأكثر فعالية والآمنة المطلوبة في النظام الصحي. تبلغ تكاليف العلاج في الدول النامية من 65 ل 150 دولاراً أمريكياً. بينما قد تصل كلفته في الدول المتقدمة 10 إلى 50 ضعف ذلك.

## الاستخدامات الطبية
يستخدم الميلتيفوسين بشكل أساسي لعلاج داء الليشمانيات الحشوي والجلدي، وهو يخضع لتجارب سريرية لهذا الاستخدام في العديد من البلدان. هذا الدواء مدرج الآن ضمن الأدوية الأساسية لعلاج داء الليشمانيات تحت قائمة منظمة الصحة العالمية النموذجية للأدوية الأساسية. هناك عدة مواد طبية لها فعالية ضد داء الليشمانيات الحشوي أو الجلدي، إلا أن دراسة استقصائية أجريت عام 2005 خلصت إلى أن الميلتفوسين هو العلاج الفموي الوحيد الفعال لكلا شكلي داء الليشمانيات.
بالإضافة إلى ذلك، فقد تم استخدامه بنجاح في بعض الحالات من عدوى الدماغ النادرة للغاية، ولكنها فتّاكة، من قبل الأميبا النيجلرية الدجاجية، التي تم الإصابة بها من خلال دخول الماء إلى الأنف أثناء الغطس في المياه الملوثة. هذا ويعتبر الميلتيفوسين دواء يتيم في الولايات المتحدة الأمريكية لكل من التهاب القرنية الشوكميبي والتهاب السحايا الأميبي.
وهو نشط ضد بعض البكتيريا والفطريات، وكذلك مثقوبات البلهارسيا الميسونية والحلزون الذي ينشر ذاتُ السُّرَّتَينِ الإِسْكَنْدَرانِيَّة.